# 마하세나굽타
마하세나굽타는 후굽타 왕조의 군주로, 562년부터 575년까지 마가다 황제였으며, 575년부터 601년까지 말와 국왕이었다.
마하세나굽타의 두 아들 쿠마라굽타와 마다바굽타는 그들의 아버지에 의해 타네사르로 보내졌고 라지야바르다나와 하르샤바르다나의 동료가 되었다. 마다바굽타는 전쟁 후에 마가다의 카나우지 봉신이 되었다. 605년 마하세나굽타의 아들 데바굽타가 그의 뒤를 이었다.=

## 치세
그는 카나우지 왕국에게 대항하기 위해 재위 초기에 여동생을 아디티야바르다나와 결혼시키면서 타네사르 왕국과 동맹을 맺었다. 마하세나굽타는 벵골이 무정부 상태에 빠져있던 575년경에 카마루파 왕국과 전쟁을 벌여 카마루파 국왕 수스티타바르만을 물리쳤다.
그러나, 그는 이 사건 이후 곧 두 번의 재앙적인 침략에 직면했다. 찰루키아 왕 키르티바르만 1세가 앙가, 방가, 칼링가, 마가다를 제압했으며, 토번 첸포 남리뢴첸(AD 570–618)은 인도 중부(오늘날 비하르주와 아마도 우타르프라데시쥬)로 성공적으로 진격했다. 이 기습은 마가다를 상당히 약화시켰고 카나우지 국왕 샤르바바르만은 이미 쇠퇴하고 있던 마가다 제국의 일부를 정복하는데 성공했다. 그러므로 마하세나굽타는 그가 잔여 영토로 통치했던 말와로 도망쳤다. 여기서 그는 칼라추리 왕인 샹카라가나와 적대했다. 마하세나굽타는 동쪽의 비디샤로 밀려나 AD 601년에 죽을 때까지 남은 날들을 보냈다. 칼라추리 왕조는 608~9년에 비디샤를 점령하였고 발라비 왕국은 AD 616-17년에 우자인을 점령하였다.